# 黄承彦
黄 承彦（こう しょうげん、生没年不詳）は、後漢末期の人物。妻は蔡氏。娘は黄夫人（諸葛亮の妻）。妻は蔡瑁の姉で、妻の妹の夫は劉表。

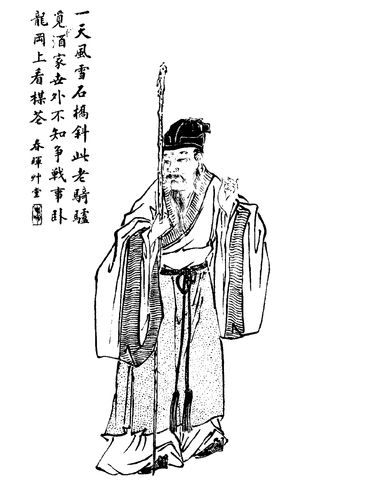
黄承彦

## 概要
『三国志』「蜀書」諸葛亮伝の註に引く『襄陽記』によると、現在の湖北省荊州市洪湖にある「沔南の名士」であったという。当時、隆中に住んでいた諸葛亮に「私の娘は顔こそ醜いが、才知は君にお似合いだ」と持ちかけ縁談を成功させ、娘を車に乗せて送り届けさせた。

## 演義
小説『三国志演義』では、夷陵の戦い後に蜀軍を追撃した呉の陸遜は、諸葛亮が準備していた魚腹浦という石陣に入り抜け出せられなくなった。そこに老人黄承彦が現れ、石兵八陣『八陣図』に嵌らないよう助け出し追跡をやめ引き上げた。なお、吉川英治の小説『三国志』では、黄承彦ではなく彼の友がその役割を担っている。